# Pennsylvania Auto-Motor Company
Pennsylvania Auto-Motor Company war ein US-amerikanischer Hersteller von Automobilen.

## Unternehmensgeschichte
A. E. Kennedy, C. J. McIlvaine und Phineas Prouty gründeten Ende 1906 das Unternehmen. Der Sitz war in Bryn Mawr in Pennsylvania. Zum Jahresende 1906 wurde das erste Fahrzeug auf der Grand Central Palace Show in New York City präsentiert. Der Markenname lautete Pennsylvania. 1910 konnten die ersten finanziellen Schwierigkeiten überwunden werden. Im August 1911 klagte der Karosseriehersteller J. M. Quinby & Co. Andere Gläubiger folgten. Im Oktober 1911 kam es zum Bankrott.
Es gab keine Verbindung zur Hinckle-O’Brien-Lewis Company, die 1908 den gleichen Markennamen für Taxis nutzte.

## Fahrzeuge
1907 gab es nur das Model 7. Es hatte einen Vierzylindermotor von der Rutenber Motor Company. 114,3 mm Bohrung und 127 mm Hub ergaben 5212 cm³ Hubraum. Der Motor leistete 35 PS. Das Fahrgestell hatte 284 cm Radstand. Einzige bekannte Aufbauform war ein Tourenwagen mit fünf Sitzen. Ab 1908 wurden die Motoren selber hergestellt. In dem Jahr stand der Type C im Sortiment. Sein Motor hatte 120,65 mm Bohrung, 133,35 mm Hub, 6098 cm³ Hubraum und 50 PS Leistung. Der Radstand war geringfügig auf 290 cm verlängert worden. Zur Wahl standen Tourenwagen und Roadster.
1909 wurde dieses Modell weitgehend unverändert weitergebaut. Nun sind fünf- und siebensitzige Tourenwagen überliefert. Der Type D stellte das kleinste Modell dar. Bei ihm ergaben jeweils 107,95 mm Bohrung und Hub 3952 cm³ Hubraum und 29 PS Leistung. Der Radstand von 279 cm ermöglichte Aufbauten als fünfsitzigen Tourenwagen, zweisitzigen Roadster und fünfsitzigen Baby Tonneau. Der Type E war größer und länger. Der Motor hatte 123,825 mm Bohrung und 133,35 mm Hub, somit 6423 cm³ Hubraum, war aber nur mit 36 PS Leistung angegeben. Der Radstand betrug 310 cm. Der offene Tourenwagen bot Platz für sieben Personen. Daneben erschien mit dem Type F 6 erstmals ein Modell mit einem Sechszylindermotor. Die Zylindermaße entsprachen dem Type C. Das ergab 9147 cm³ Hubraum und 54 PS Leistung. Der Radstand maß 328 cm. Der Aufbau war ein Baby Tonneau mit fünf Sitzen.
1910 änderten sich die Bezeichnungen von Type auf Model plus eine Zahl. Neu war das Model B-50. Es entsprach dem Type C des Vorjahres, hatte allerdings 310 cm Radstand und einen siebensitzigen Tourenwagenaufbau. Das Model C-50 blieb technisch gegenüber dem Vorjahr unverändert. Die Aufbauten waren nun vier- und fünfsitzige Tourenwagen. Den gleichen Radstand und die gleichen Karosseriebauformen hatte das Model D-25. Spitzenmodell war das Model F-675. Die Zahlenkombination war ein Hinweis auf den Sechszylindermotor und 75 PS Leistung. Der Radstand blieb gegenüber dem Vorjahr unverändert. Die Tourenwagen boten nun Platz für fünf bis sieben Personen.
1911 entfiel das schwächste Modell. Das Model B-50 blieb unverändert. Das Model C-50 hatte nun 297 cm Radstand und war sowohl als Toy Tonneau mit vier Sitzen als auch als Tourenwagen mit fünf Sitzen erhältlich. Das Model F-6 hatte einen 60-PS-Motor und 348 cm Radstand. Überliefert sind Tourenwagen mit fünf Sitzen und Toy Tonneau mit vier Sitzen. Das Model H-6 war bis auf die siebensitzige Tourenwagenkarosserie identisch.

## Modellübersicht
| Jahr | Modell      | Zylinder | Leistung (PS) | Radstand (cm) | Aufbau                                                         |
| ---- | ----------- | -------- | ------------- | ------------- | -------------------------------------------------------------- |
| 1907 | Model 7     | 4        | 35            | 284           | Tourenwagen 5-sitzig                                           |
| 1908 | Type C      | 4        | 50            | 290           | Tourenwagen, Roadster                                          |
| 1909 | Type C      | 4        | 50            | 290           | Tourenwagen 5-sitzig und 7-sitzig                              |
| 1909 | Type D      | 4        | 29            | 279           | Tourenwagen 5-sitzig, Roadster 2-sitzig, Baby Tonneau 5-sitzig |
| 1909 | Type E      | 4        | 36            | 310           | Tourenwagen 7-sitzig                                           |
| 1909 | Type F 6    | 6        | 54            | 328           | Baby Tonneau 5-sitzig                                          |
| 1910 | Model B-50  | 4        | 50            | 310           | Tourenwagen 7-sitzig                                           |
| 1910 | Model C-50  | 4        | 50            | 290           | Tourenwagen 4-sitzig und 5-sitzig                              |
| 1910 | Model D-25  | 4        | 29            | 290           | Tourenwagen 4-sitzig und 5-sitzig                              |
| 1910 | Model F-675 | 6        | 75            | 328           | Tourenwagen 5-sitzig und 7-sitzig                              |
| 1911 | Model B-50  | 4        | 50            | 310           | Tourenwagen 7-sitzig                                           |
| 1911 | Model C-50  | 4        | 50            | 297           | Toy Tonneau 4-sitzig, Tourenwagen 5-sitzig                     |
| 1911 | Model F-6   | 6        | 60            | 348           | Tourenwagen 5-sitzig, Toy Tonneau 4-sitzig                     |
| 1911 | Model H-6   | 6        | 60            | 348           | Tourenwagen 7-sitzig                                           |